# Franz von Hipper
Franz rytíř von Hipper (13. září 1863, Weilheim — 25. květen 1932, Othmarschen) byl německý admirál, velitel Předzvědného svazu a Širokomořského loďstva za první světové války.

## Život
Pocházel z bavorské obchodnické rodiny; byl synem Antona Hippera a Anny Millerové. Po absolvování školy nastoupil v 18 letech v dubnu 1881 do německého císařského námořnictva. Zde začal svoji námořní kariéru jako kadet na fregatách Niobe a Leipzig. Na jaře roku 1884 byl povýšen na důstojníka. Od října 1898 do září 1899 sloužil na predreadnoughtu SMS Kurfürst Friedrich Wilhelm jako navigační důstojník. Později získal pozici velitele flotily torpédovek, kterou zastával až do roku 1903. Také do roku 1903 působil jako navigační důstojník na císařské jachtě. Poté se stal velitelem I. torpédové divize. Mezi září 1906 a březnem 1908 byl velitelem pancéřového křižníku Friedrich Carl. V roce 1912 byl povýšen na kontradmirála a o rok později působil ve funkci velitele Předzvědného svazu (Aufklärungsstreitkräfte), sestávajícího z německých bitevních křižníků.
Po vypuknutí první světové války vedl své bitevní křižníky do boje proti britskému Královskému námořnictvu. V prosinci podnikl výpad k britskému pobřeží s cílem ostřelovat Scarborough, Whitby a Hartlepool. Dne 24. ledna 1915 se jeho eskadra střetla s Brity v bitvě u Dogger Banku, kde ztratil pancéřový křižník Blücher. V čele Předzvědného svazu se také účastnil bitvy u Jutska (1916), kde se jeho bitevní křižníky vyznamenaly. Za svůj výkon byl bavorským králem Ludvíkem III. pozvednut do rytířského stavu.
Po bitvě u Jutska se Širokomořské loďstvo (hlavní německé námořní seskupení) drželo v německých přístavech. V srpnu 1918 se, v nové hodnosti admirála, stal následníkem Reinharda Scheera ve funkci velitele Širokomořského loďstva. Přebírané loďstvo se však nacházelo ve špatném stavu. Námořníci byli špatně živeni a neměli chuť bojovat. Když se velení námořnictva rozhodlo podniknout výpad do oblasti Flander s cílem vyvolat generální bitvu s Royal Navy, která by v případě úspěchu pomohla k získání lepších podmínek příměří, nekázeň a vzpoury námořníků akci zabránily. Hipper se bezúspěšně snažil vzpouru potlačit.
Po příměří v listopadu 1918 Hipper organizoval transfer jádra Širokomořkého loďstva do internace ve Scapa Flow, poté odešel do výslužby a prožil zbytek života v Hamburku. Pohřben byl na Ohlsdorfer Friedhof. Na jeho počest vypálila 3. půlflotila torpédoborců čestnou salvu. Později byla jeho urna převezena do rodného městečka Weilheimu.
Byl po něm pojmenován těžký křižník Admiral Hipper, potažmo celá třída těžkých křižníků.